# Erick Morillo
Erick Morillo (Nueva York, 26 de marzo de 1971-Miami Beach, Florida, 1 de septiembre de 2020) fue un DJ y productor colombo-estadounidense.

## Biografía

### Primeros años
Nació el 26 de marzo de 1971. Pasó la mayor parte de su adolescencia entre Cartagena de Indias (Colombia) y Union City, ciudad de Nueva Jersey donde asistió a la escuela primaria en San José y la Escuela de Michael, una escuela católica privada de la cual egresó en 1985. Posteriormente, se gradúa en la Escuela Superior Emerson de Union City en 1989. Sus influencias musicales de la infancia incluían ritmos latinos, reggae, y hip hop.

### Carrera musical
Comenzó su carrera como DJ a la edad de once años, pinchando en fiestas locales, bodas y fiestas de graduación. Después de ver anuncios de televisión en Nueva York del Centro de Artes de los medios de comunicación, decide ingresar a la escuela para aprender ingeniería de sonido. Mientras trabajaba en un club en las cercanías de Weehawken, Morillo se reunió con la estrella latina del reggae El General, donde se hicieron amigos. Ambos colaboraron en 1992 en el sencillo, "Muévelo", una mezcla de reggae, música house, e incluía el sample de "Anasthasia", original de la banda belga de techno T99. Este sencillo fue disco de platino, y se empezaba a distinguir las producciones de Morillo con la música de clubs con elementos latinos.
Luego decide expandirse musicalmente, y se hizo amigo de un entonces desconocido cantante y compositor Marc Anthony. Luego Morillo recomendó como vocalista a Anthony, para trabajar con Little Louie Vega, en el éxito del 1992, "Ride on the Rhythm".
Morillo creó una nueva agrupación, Reel 2 Real, que fue contratado por el sello Strictly Rhythm. El primera lanzamiento de Morillo por Strictly Rhythm fue "The New Anthem", que a su vez, tuvo buena aceptación llegando a ingresar en las listas de musicales y en las discotecas de todo el mundo. Debido a este éxito, Morillo despertaría la atención en la escena electrónica.
En 1993 se consagraría con el éxito "I Like to Move It", una canción con influencias del latin house mezclado con voces ragga, interpretada por el rapero oriundo de Trinidad y Tobago, Mark Quashie (también conocido como "The Mad Stuntman"). "I Like to Move It" se convirtió en un éxito internacional, y llegó a sonar en las radios mainstream, alcanzando el puesto #89 en el Billboard Hot 100, y # 5 en la lista de singles del Reino Unido. Tanto "I Like To Move It" como "House Of Love" (una canción que lanzó como parte de Smooth Touch) ocuparon la primera posición en el Hot Dance Music/Club Play. Debido a este éxito, le otorgó a Morillo poder girar por el mundo, donde a menudo viajaba a Europa, donde grabaría para MTV Europa y Estados Unidos, donde iba a regresar para promocionar sus trabajos.
"I Like to Move It" fue utilizado en varias publicidades. En 1994, sirvió de promoción para la Liga Nacional de Baloncesto de Australia. Fue un montaje en el que varios jugadores hacían una volcada con la canción de fondo. A finales de 1990, la canción fue utilizada en los anuncios para la golosina Chewits, con la letra cambiada de "I like to move it" (Me gusta moverlo) a "I like to chew it" (A mí me gusta masticar). La canción más tarde sería utilizado en 2005, para la banda sonora de la película animada de DreamWorks, Madagascar, reviviendo este éxito una vez más. La canción fue versionada por Crazy Frog ese mismo año, y lanzado como tono de llamada y en su álbum Crazy Frog Presents Crazy Hits.
Reel 2 Real, lanzó otros 10 éxitos dance, que contó con las voces de The Mad Stuntman, Barbara Tucker, Charlotte Small y Proyecto Uno. Se estima que Morillo ganó más de 2 millones de dólares con los dos álbumes de Reel 2 Real.
Su deseo era producir música house de calidad, para distanciarse del sonido pop de Reel 2 Real. En ese entonces, realizó el exitoso track “Jazz It Up”, producido bajo el alias “The Erick Morillo Project”. Él y Louie Vega colaboraron en el proyecto denominado Lil Mo' Yin Yang, lanzando en 1995, el sencillo "Reach". En 1996, Morillo tenía previsto lanzar un tercer álbum con Reel to Real, pero su relación con The Mad Stuntman no eran las mejores, por eso decidieron disolver el proyecto. Posteriormente, pasarían varios años y se establecería como un DJ underground, de la que es uno de los cinco mejor pagados del mundo.
En 1997, lanzó el sello Subliminal Records, que gracias a Constipated Monkeys consiguió gran popularidad y respeto por parte del circuito underground inglés. Además de este, otros éxitos del sello fueron el In My Life de Octavia y Fun de Da Mob junto a Jocelyn Brown, ambos lanzados en 1999. Actualmente, sigue siendo uno de los sellos discográficos más reconocidos de la escena electrónica, promocionando a nuevos talentos y a los más consagrados.
A principios-mediados de 2013, Morillo decide retirarse temporalmente por problemas físicos y emocionales, según declaró él mismo. Al empezar el mes de julio del 2013, vuelve a hablar con la prensa, manifestando que al ponerse en manos de un psicólogo, empieza a recuperarse; y su reaparición será en el mes de agosto.
En 2016, completó su primera gira en Estados Unidos, una gira completa por el Reino Unido, y docenas de otros espectáculos en toda Europa y Sudamérica incluyendo la fiesta de clausura del club de Ibiza, Space. Además, Morillo también ha reabierto su discográfica Subliminal Records, esta vez en asociación con la mayor discográfica independiente del mundo, Armada Music.

#### Género musical

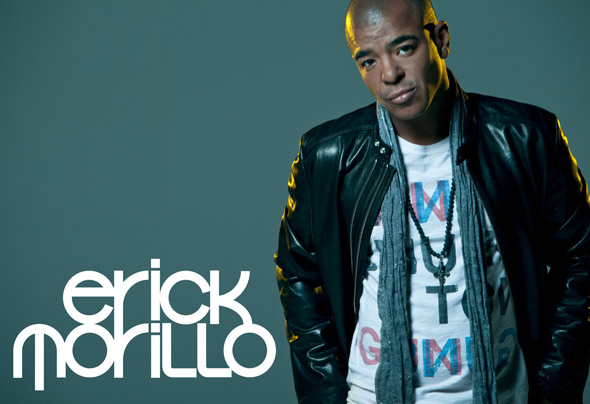
Erick Morillo, en una imagen promocional

El género musical que solía pinchar era el House, y así lo atestiguan sus premios conseguidos en Ibiza en 1998 (mejor dj de house y mejor dj en Ibiza). No obstante tuvo bastantes influencias del reggae, hip hop y ritmos latinos.
Antes de meterse en la escena underground con su conocido sello Subliminal Records, fue productor de Reel 2 Real, consiguiendo bajo este seudónimo grandes éxitos en UK (Go On Move, Can You Feel It, y Raise Your Hands son algunos de sus éxitos en reel 2 real). De la misma forma, pinchó en las mejores salas de mundo como por ejemplo, Pachá Ibiza (donde en 2008 protagonizó el evento Subliminal Sessions), pero también en Colombia, Brasil, Dubái y por supuesto, en el Reino Unido. También tenía remezclas de grandes artistas como Whitney Houston, Macy Gray o Boy George. Fue residente de la prestigiosa Ministry Of Sound (UK) y uno de los djs más solicitados de los años 2000.

#### Reconocimientos
Fue elegido mejor DJ de Ibiza y mejor DJ house de Ibiza en 1998. Obtuvo disco de platino en Países Bajos y disco de oro en Gran Bretaña, Alemania, Francia, Andorra, Bélgica y Australia.
Fue nominado como mejor DJ internacional en los premios Muzik, donde ganó dos años el premio para el mejor sello discográfico.
En 2005 ganó el premio al mejor DJ internacional y al mejor álbum en el Dance Club Awards de Portugal, por My World.
En 2008 estuvo nominado para los DJ Awards que se celebraron en Ibiza.

#### Alias utilizados
Los alias más comúnmente utilizados por Erick Morillo fueron muchos. Algunos de ellos son Reel 2 Real, R.A.W, Deep Soul, Minister de la Funk, Lil Mo' Yin Yang, Club Ultimate, Pianoheadz y Smooth Touch. El más conocido fue Reel 2 Real porque es el que utilizó durante su prolífica producción, pero decidió abandonarlo para introducirse en lugares más "underground". Luego de lanzar una serie de producciones junto al productor alemán Eddie Thoneick, entre el 2010 y 2012, decidió formar una agrupación junto a dos grandes amigos y productores, Harry 'Choo Choo' Romero & José Nunez, para formar Sympho Nympho. Bajo esta formación lanzaron en marzo de 2012, un compilado titulado "The Beginning", y realizaron varias producciones y remixes.

### Fallecimiento
El 1 de septiembre de 2020, Morillo fue encontrado muerto en su casa Miami Beach, Florida, a los 49 años de edad, por una sobredosis de ketamina, con éxtasis y cocaína listados como factores contribuyentes a su deceso.

## Discografía

### Álbumes

#### En estudio
- 2004: My World

### Sencillos y EP
- 1992: The New Anthem (Funky Budda) (Reel 2 Real)
- 1992: Muevelo (Reel 2 Real)
- 1992: Te Ves Buena (Reel 2 Real)
- 1993: I Like to Move It (Reel 2 Real)
- 1993: Latin Flavor (R.B.M.)
- 1993: Gettin' Me Hot (Platinum Crew)
- 1993: Carnival '93 (Club Ultimate)
- 1993: The Boy (R.B.M)
- 1993: Rhythmz (Deep Soul)
- 1993: Unbe (R.A.W.)
- 1993: Asuca (R.A.W.)
- 1993: House Of Love (In My House) (como Smooth Touch)
- 1993: Go On Move (Reel 2 Real)
- 1994: Higher (Feel It) (R.A.W.)
- 1994: Come And Take A Trip (como Smooth Touch)
- 1995: Carnival '95 (Club Ultimate)
- 1995: Reach (Lil Mo' Yin Yang)
- 1995: Conway (Reel 2 Real)
- 1996: Dime Si Son Latinos (Reel 2 Real con Proyecto Uno)
- 1996: Mueve La Cadera (Reel 2 Real con Proyecto Uno)
- 1996: Jazz It Up (Reel 2 Real)
- 1996: Are You Ready For Some More (Reel 2 Real)
- 1997: Fun (Da Mob con Jocelyn Brown)
- 1997: Partay Feeling (B-Crew)
- 1997: Tripping (Smooth Touch)
- 1998: It's All Good (Da Mob con Jocelyn Brown)
- 1998: Distortion (Pianoheadz)
- 1999: Believe (Ministers De-La-Funk con Jocelyn Brown)
- 2002: Come Make Me Over
- 2003: Dancin' (Erick Morillo, Harry "Choo Choo" Romero & Jose Nuñez con Jessica Eve)
- 2004: Refresher (Time Of Your Life)
- 2004: Break Down the Doors (Morillo con Audio Bullys)
- 2004: My World (Morillo con P. Diddy)
- 2005: What Do You Want (Morillo con Terra Deva)
- 2005: Waiting In The Darkness (Morillo con Leslie Carter)
- 2006: Jazz In Your Face (Morillo con Barbara Tucker)
- 2006: Call Me (The Dronez con Shawnee Taylor)
- 2006: Tonite (MNM con Shawnee Taylor)
- 2006: Dance I Said (Erick Morillo con P. Diddy)
- 2007: Life Goes On (Richard Grey vs. Erick Morillo con José Nunez & Shawnee Taylor)
- 2008: Make A Move {Harry "Choo Choo" Romero con Erick Morillo & P. Diddy)
- 2008: Where Are You Now? (DJ DLG con Erick Morillo)
- 2009: Say The Word (Richard Grey con Erick Morillo, Maboo & Nicole Da Silva)
- 2009: I Get Lifted (Erick Morillo con (Deborah Cooper)
- 2010: I Feel Love (Ministers De-La-Funk con Duane Harden)
- 2010: Alive (Markus Binapfl & Erick Morillo con Fiora)
- 2010: Live Your Life (con Eddie Thoneick & Shawnee Taylor)
- 2010: Nothing Better (con Eddie Thoneick & Shena)
- 2011: Pa Ra Ra (Shake) (con Harry Choo Choo Romero)
- 2011: Stronger (con Eddie Thoneick & Shawnee Taylor)
- 2011: We Are The Night (como In The Screen con Harry Romero, Jose Nunez & Rachael Starr)
- 2011: Gravy (como Ministers de la Funk)
- 2011: Build It Up (como Sympho Nympho con Harry Romero & José Nunez)
- 2011: Lasers (como Lights Out con Harry Romero & José Nunez)

- 2012: If this Ain't Love (con Eddie Thoneick & Skin)
- 2012: Elephant (Alexandra Burke con Erick Morillo)
- 2012: Colors (Shawnee Taylor con Sympho Nympho)
- 2012: "Keep On Dancin'" (In the Screen con Rachel Starr)
- 2012: "Beat Of The Drum" (TEKTONE ft Harry Romero)
- 2012: "Murder the Dance Floor" (Erick Morillo & Konshens con Sympho Nympho)
- 2012: Love in me (Shawnee Taylor con Denis The Menace & Sandro Monte)
- 2012: "Flameco" (Harry Romero, Alex Kenji & Erick Morillo con Mati)

- 2013: "My Melody" (Erick Morillo, Harry Romero, Jose Nunez con Shawnee Taylor)
- 2013: "Palos & Drums" (Erick Morillo, Harry Romero & Jose Nunez)
- 2013: "Jungle Blood" (Erick Morillo, Harry Romero, Jose Nunez & Sunnery James & Ryan Marciano)
- 2013: "Give It Up" (Erick Morillo, Harry Romero, Jose Nunez con Cevin Fisher)
- 2013: "Conga Lust" (Erick Morillo, Harry Romero & Jose Nunez)
- 2013: "The Porno" (Erick Morillo, Harry Romero & Jose Nunez)
- 2013: "BANG" (Harry Romero & Erick Morillo)
- 2013: "Addicted" (Jose Nunez & Erick Morillo con Shawnee Taylor)

- 2014: "Let the Freak Out" (Carnage, Erick Morillo & Harry Romero con Mr. V)

- 2015: "Devotion" (Erick Morillo & Harry Romero con Shawnee Taylor)
- 2015: "The Restorer" (con Harry Romero)
- 2015: "Something for Carl Cox"
- 2015: "I Want You" (Erick Morillo Limitless Part 1)
- 2015: "Trapped" (Erick Morillo Limitless Part 2)

- 2016: "Thunder & Lightning" (Erick Morillo feat Eli & Fur)
- 2016: "This Is How We Do It" (Erick Morillo & Junolarc)
- 2016: "Better Life" (Junolarc, Erick Morillo & DJ Eako con Miss McClore)
- 2016: "Oooh" (Erick Morillo con Angel Taylor)
- 2016: "Lost In You" (Erick Morillo vs. Eddie Thoneick con Angel Taylor)
- 2016: "Blinded" (Erick Morillo & Junolarc con Ora Solar)